# Katrien Verheeke
Katrien Verheeke, née le 24 octobre 1983 , est une judokate belge qui évolua d'abord dans la catégorie des moins de 57 kg (poids légers), puis dans la catégorie des moins de 63 kg (mi-moyens). Elle est membre du Judos Club de Mortsel dans la province d'Anvers.

## Palmarès
En 2005, Katrien Verheeke a remporté le tournoi de World Cup  de Tampere en Finlande.

Elle a été trois fois championne de Belgique :
| Chpt de Belgique | Chpt de Belgique | 2003 | 2004 | 2005 | 2006 | 2007 | 2008 | 2009 |
| ---------------- | ---------------- | ---- | ---- | ---- | ---- | ---- | ---- | ---- |
| poids légers     | -57 kg           | 2e   |      |      |      |      |      |      |
| mi-moyens        | -63 kg           |      | 3e   | -    | 1er  | 2e   | 1er  | 1er  |